# (5701) Baltuck
(5701) Baltuck (1929 VS) – planetoida z grupy pasa głównego asteroid okrążająca Słońce w ciągu 4,57 lat w średniej odległości 2,75 j.a. Odkryta 26 października 1929 roku.